# Jakob van Ooststraat

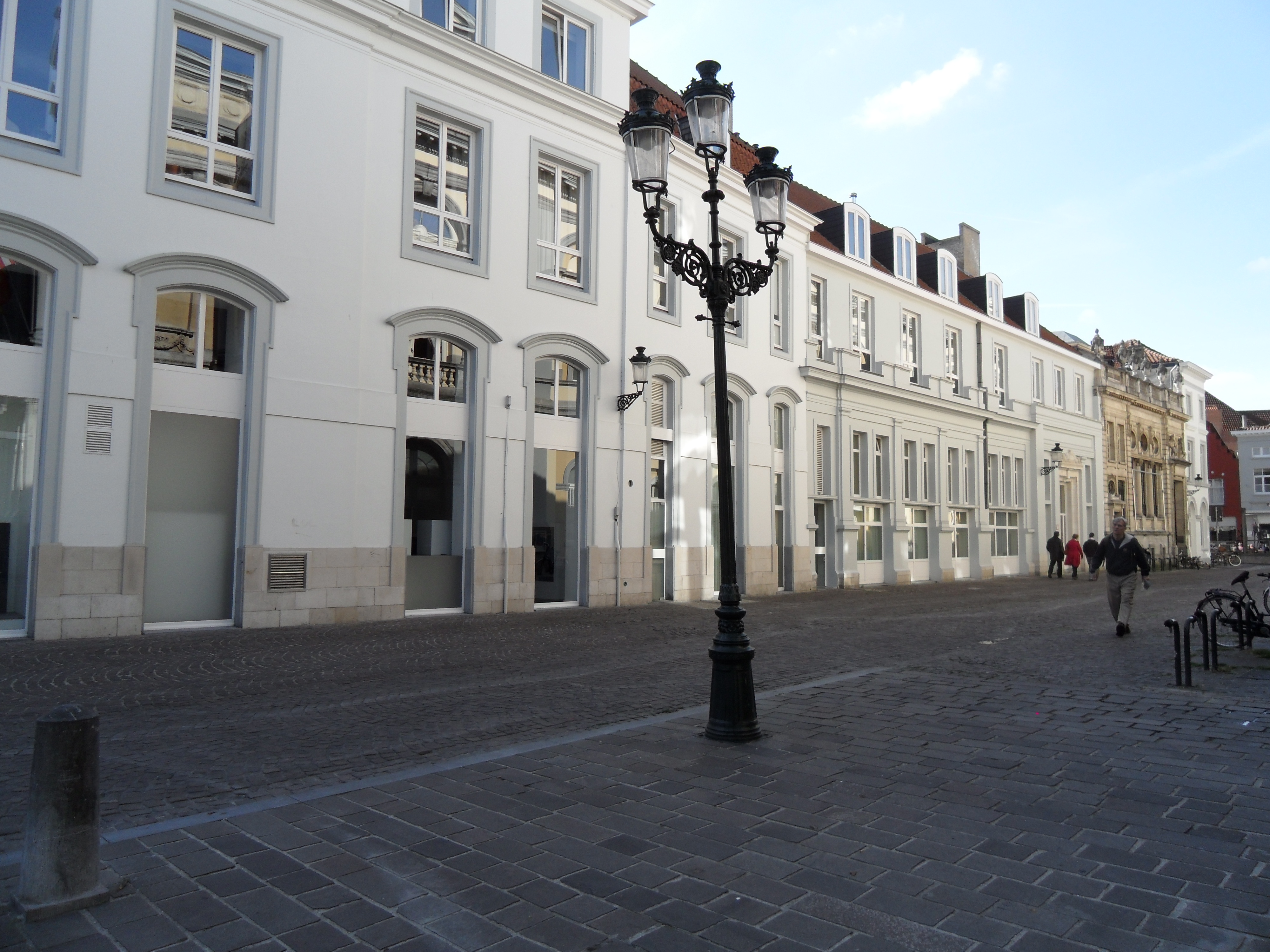
Huizen in de Jakob van Ooststraat, tegenover de stadsschouwburg

De Jacob van Ooststraat is een straat in het hart van de stad Brugge.

## Beschrijving
Rond 1866 veranderde de wijk tussen de Vlamingstraat en de Kuipersstraat drastisch. Een volledig huizenblok werd gesloopt, waarin zich onder meer de schouwburg bevond, genaamd Het Concert, evenals het oude gasthof A la Fleur de Blé. De huizen stonden er langs twee nauwe en kronkelende straten, de Eistraat en de Korenbloemstraat, die werden vervangen door twee rechte straten, links en rechts van de nieuwe stadsschouwburg die er werd gebouwd en die in 1869 in gebruik werd genomen. De ene straat werd naar de Brugse schilder Jacob van Oost genoemd, de andere, de Adriaan Willaertstraat, naar de zestiende-eeuwse musicus Adriaan Willaert.